# Bromus nervosus
Bromus nervosus är en gräsart som beskrevs av C.Acedo och Felix Llamas. Bromus nervosus ingår i släktet lostor, och familjen gräs. Inga underarter finns listade i Catalogue of Life.